# Templo de Afrodita Urania
El Templo de Afrodita Urania (en griego, Αφροδίτη Ουρανία) estaba situado al noroeste del Ágora de Atenas, al otro lado de la Vía de las Panateneas y al oeste de la Stoa Basileos.
Fue descubierto en 1991. Las excavaciones han permitido datar el edificio hacia el año 500 a. C. Se ha identificado un altar por la forma del monumento, por las cenizas y osamentas encontradas resultantes de sacrificios.
Se supone que el altar estaba dedicado a Afrodita Urania, puesto que Pausanias lo menciona en dicho enclave, afirmando que el santuario tenía una estatua de mármol de la deidad esculpida por Fidias.
Dos fragmentos de relieves de mármol sustentan esta tesis.
Hoy en día, apenas quedan algunas piedras del templo en la ladera de la colina, al lado de las vías del tren y cerca del templo de Hefesto, el marido de Afrodita.